# Stephen A. Cook

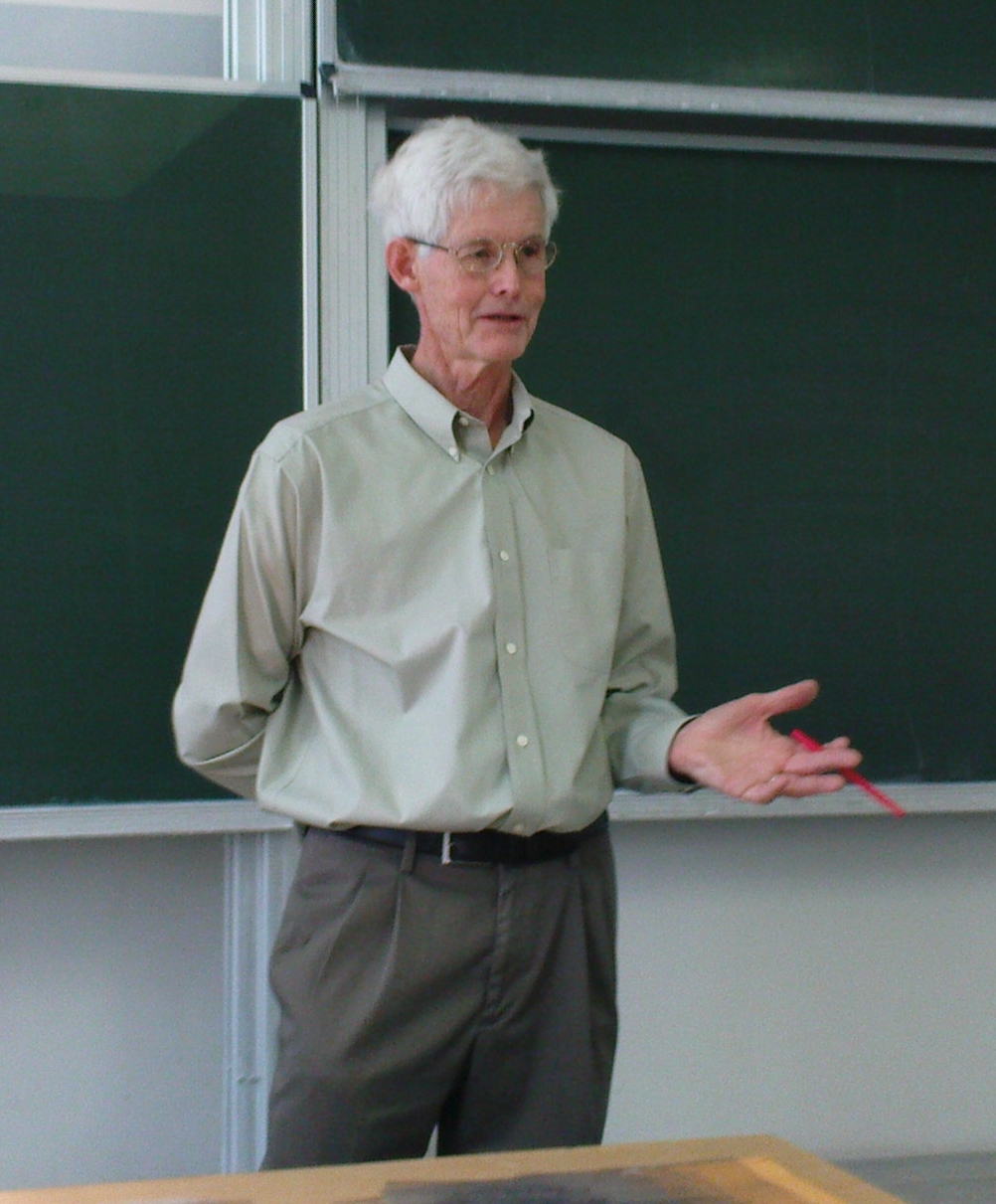
Stephen A. Cook 2008

Stephen Arthur Cook OOnt (* 14. Dezember 1939 in Buffalo, New York) ist Professor der Informatik an der University of Toronto in Kanada. Sein Hauptbetätigungsfeld ist die Komplexitätstheorie; Cook arbeitet neben seiner Lehrtätigkeit aber auch an der Schnittstelle von Logik und Berechenbarkeitstheorie.
Cook wurde in der theoretischen Informatik berühmt durch den Satz von Cook: „SAT ist NP-vollständig“. 1982 bekam er für diese Entdeckung den Turing Award.
1990 hielt er einen Plenarvortrag auf dem ICM in Kyoto (Computational complexity of higher type functions).

## Leben
Cook wuchs als Sohn eines Chemie-Professors und einer Englischlehrerin in der Nähe von Buffalo, New York, auf. Ab 1957 studierte er Ingenieurwissenschaften an der University of Michigan, wechselte nach zweieinhalb Jahren zur Mathematik und erreichte 1961 den Bachelor-Grad. Er studierte an der Harvard University weiter, wo ein Kurs seines späteren Doktorvaters Hao Wang sein Interesse an Computern weckte. 1962 wurde er Master der Mathematik, 1966 mit der Thesis On the Minimum Computation Time of Functions (darin enthalten unter anderem der Toom-Cook-Algorithmus) Ph.D. Nach Studiumsende wurde er Assistenzprofessor an der mathematischen Fakultät der University of California, Berkeley. Nachdem ihm dort eine Stelle auf Lebenszeit verweigert wurde, wechselte er 1970 als außerordentlicher Professor an die neugegründete Fakultät für Informatik der University of Toronto, wo er zunächst auch Mathematik-Vorlesungen hielt.
1971 formalisierte er in dem Paper The Complexity of Theorem Proving Procedures die Polynomialzeitreduktion (auch: Cook-Reduktion), und begründete mit dem Satz von Cook das Konzept der NP-Vollständigkeit und im Besonderen das P-NP-Problem. Im Jahr darauf wurde diese Arbeit von Cooks kurzzeitigem Berkeley-Kollegen Richard M. Karp popularisiert und durch Karps 21 NP-vollständige Probleme erweitert.
1975 wurde er ordentlicher Professor, und 1985 erhielt er den Ehrentitel University Professor.
Cook ist Steacie Fellow, Killiam Research Fellow, ACM Fellow, Fellow der Royal Society of London und der Royal Society of Canada, und wurde in die National Academy of Sciences und die American Academy of Arts and Sciences gewählt. Er ist seit 1995 korrespondierendes Mitglied der Akademie der Wissenschaften zu Göttingen. 1982 erhielt er den Turing Award, 1999 erhielt er den CRM-Fields-Preis und war Gödel-Lecturer. Ihm wurden die Gerhard Herzberg Canada Gold Medal for Science and Engineering für 2012 und der BBVA Foundation Frontiers of Knowledge Award für 2015 zugesprochen.
Cooks erster Doktorand war Walter Savitch (Satz von Savitch), es folgten fast 30 weitere.